# Adam Kuzdraliński (naukowiec)
Adam Zbigniew Kuzdraliński (ur. 1982 w Bełżycach) – polski biotechnolog, bioinformatyk i biolog molekularny, doktor habilitowany inżynier, profesor uczelni Polsko-Japońskiej Akademii Technik Komputerowych w Warszawie (PJATK). Specjalizuje się w bioinformatyce, technologiach molekularnych, diagnostyce DNA. Współautor patentów oraz publikacji naukowych (w tym m.in. w Nature Communications, SoftwareX, Wiley Interdisciplinary Reviews: Computational Molecular Science). Kierownik projektów badawczo-rozwojowych (m.in. projektu LIDER finansowanego przez NCBR).

## Życiorys
Ukończył studia inżynierskie oraz magisterskie na kierunku biotechnologia w Uniwersytecie Przyrodniczym w Lublinie (2006). Następnie w 2011 uzyskał na Uniwersytecie Przyrodniczym w Lublinie stopień doktora po obronie napisanej pod kierunkiem Ewy Solarskiej pracy dotyczącej grzybów toksynotwórczych oraz mikotoksyn. W latach 2011–2012 pracował jako asystent, a od 2012 był adiunktem w Katedrze Biotechnologii, Mikrobiologii i Żywienia Człowieka Uniwersytetu Przyrodniczego w Lublinie. W latach 2020–2021 pracował jako adiunkt w Katedrze Cyberbezpieczeństwa Uniwersytetu Marii Curie-Skłodowskiej (UMCS) w Lublinie. W 2019 uzyskał stopień doktora habilitowanego. W 2022 objął stanowisko profesora uczelni w Polsko-Japońskiej Akademii Technik Komputerowych (PJATK) w Warszawie. W PJATK kieruje Katedrą Bioinformatyki oraz jest kierownikiem studiów podyplomowych „Bioinformatyka”. Jako wykładowca prowadzi zajęcia z zakresu bioinformatyki, programowania w języku Python i in.
Przedsiębiorca – współtworzył i kierował działalnością startupów biotechnologicznych: Vitagenum oraz Nexbio  oraz działami badawczo-rozwojowymi firm z sektora Life Science, np. Sundose. Od 2019 zajmuje się działalnością badawczo-rozwojową w zakresie suplementów diety. Od stycznia 2024 współpracuje z OpenAI w ramach red teamingu, brał między innymi udział w testach zaawansowanych modeli językowych, w tym modelu GPT-4o, ChatGPT Agent System i innych.

## Działalność naukowa
Prowadzi badania naukowe na pograniczu biologii molekularnej i informatyki. Specjalizuje się w praktycznym zastosowaniu technik analizy DNA i bioinformatyki, z naciskiem na rozwijanie innowacyjnych metod diagnostyki molekularnej, analizy danych biologicznych, przechowywania danych w DNA oraz tagowania obiektów fizycznych przy pomocy DNA. Jest autorem licznych publikacji naukowych w renomowanych czasopismach. Publikował m.in. w takich czasopismach jak Nature Communications, SoftwareX, WIREs Computational Molecular Science, Scientific Reports, Plant Disease, Frontiers in Public Health. Jest współautorem 14 patentów biotechnologicznych przyznanych przez Urząd Patentowy RP, dotyczących głównie molekularnych metod wykrywania obecności wybranych mikroorganizmów oraz nowych szczepów bakterii wykorzystywanych do produkcji kwasów organicznych.

## Działalność popularyzatorska
Aktywnie działa na rzecz popularyzacji nauki. Publikuje artykuły popularnonaukowe i udziela się w mediach. Współpracował jako konsultant merytoryczny przy publikacjach popularnonaukowych (np. w „Newsweek Zdrowie” 2019). Występuje również w telewizji i radiu - był gościem programów takich jak Pytanie na śniadanie (TVP2), gdzie opowiadał m.in. o genetyce i zdrowiu. W 2016 wygłosił wykład na konferencji TEDxLublin pt. „Technologie DNA będą obecne w życiu każdego człowieka już za 25 lat”. Od 2012 jest redaktorem naczelnym internetowego portalu e-biotechnologia.pl (ISSN 2080-8682), na którym popularyzuje zagadnienia z zakresu biotechnologii. Jego wystąpienia na spotkaniach naukowych i edukacyjnych mają na celu zachęcanie młodzieży do zainteresowania biotechnologią i bioinformatyką. Dwukrotny laureat konkursu popularyzatorskiego „Skomplikowane i proste”, organizowanego przez „Forum Akademickie”.